# Epilogo (Justice League Unlimited)
Epilogo (Epilogue) è il tredicesimo episodio della seconda stagione della serie animata Justice League Unlimited, andato in onda il 23 luglio 2005, diretto da Dan Riba e scritto da Bruce Timm e Dwayne McDuffie.
L'episodio non è solo il finale della seconda stagione di Justice League Unlimited, ma è anche la conclusione di Batman of the Future (serie trasmessa tra il 1999 e il 2001) e più in generale del DC Animated Universe, anche se l'ultimo episodio realizzato è Il distruttore della terza stagione. In questo episodio viene rivelato che Terry McGinnis è in realtà il figlio biologico di Bruce Wayne.
Bruce Timm ebbe l'idea di realizzare un episodio come conclusione della serie e dell'universo animato, prima che Cartoon Network ordinasse una terza ed ultima stagione. Diversi elementi presenti in Epilogo, avrebbero dovuto far parte di un nuovo film mai realizzato su Batman of the Future. L'episodio è stato accolto positivamente dalla critica, definendolo uno dei migliori episodi di Justice League Unlimited.

## Trama
Neo Gotham City, 65 anni sono passati dagli eventi di Justice League Unlimited; Bruce Wayne, ormai novantenne, è cagionevole di salute e necessita del trapianto di un rene per sopravvivere; il trentunenne Terry McGinnis si offre per la donazione, e l'esame rivela non solo che è compatibile per il trapianto, ma anche che possiede esattamente lo stesso corredo genetico di Wayne. Insospettito, il ragazzo, a séguito di alcune ricerche, scopre che Bruce è il suo vero padre. 
Sconvolto per la scoperta, al giovane passa per la mente le possibilità di quello che potrebbe accadere da ciò: accusare il vecchio mentore di averlo sempre saputo e di non averglielo mai detto per poterlo così "intrappolare" nel ruolo di Batman, rompere la sua relazione con Dana Tan dopo che le rivelerà della sua identità segreta, e abbandonare la Justice League Unlimited. Snervato, Terry fa visita ad Amanda Waller per sfogarsi. La donna non sembra sorpresa di vederlo e insiste affinché Terry ascolti ciò che lei ha da dirgli.
Per dimostrare che Terry ha torto sul conto di Bruce, la Waller gli racconta la storia di una crisi che si è verificata prima della sua nascita. Ace, una giovane componente della prima Banda della Scala Reale, aveva sviluppato i suoi poteri mentali al punto di arrivare a distorcere davvero la realtà anziché causare mere illusioni, e utilizzò queste sue abilità per creare un castello inespugnabile in un parco cittadino, protetto da una nuova Banda della Scala Reale da lei potenziata. Dopo la sconfitta dei suoi protettori da parte della League, la Waller avvisò Batman che la ragazzina era sul punto di morire a causa di un aneurisma cerebrale e che, con la sua dipartita, si sarebbe scatenata una distruzione di massa se le sue distorsioni non fossero state prima annullate, perciò aveva recuperato un'arma speciale dal Governo per ucciderla e impedire il disastro. Batman, conoscendo Ace dagli eventi di "Wild Cards", si offrì come volontario, ma una volta raggiunta Ace, il Cavaliere Oscuro rivelò di non voler usare l'arma, bensì di confortarla, chiedendole gentilmente di invertire i cambiamenti che aveva fatto. Leggendo la mente di Batman, Ace scoprì così di essere in fin di vita e gli chiese se potesse farle compagnia. Batman accettò e le tenne la mano. Mentre il mondo distorto tornò alla normalità, la League e la Waller videro in lontananza Batman arrivare con in braccio il corpo senza vita della bambina.
Terry però non si convince, e la Waller decide di rivelargli che fu lei a usare la tecnologia del Progetto Cadmus per crearlo, e non Bruce. Dopo la crisi della Cadmus, la donna divenne l'intermediario della Justice League e suo alleato col Governo, arrivando a fidarsi di Batman e rimanendo impressionata dalla sua capacità di lottare senza poteri, forte solo di spirito, corpo e volontà, e dalla compassione che aveva mostrato verso Ace. Consapevole che Bruce stava invecchiando e che prima o poi sarebbe morto, la Waller si decise a crearne uno nuovo, utilizzando i suoi vecchi contatti alla Cadmus per il progetto Batman of the Future. Dopo aver recuperato il DNA di Bruce, scelse una giovane coppia di Neo Gotham con un profilo psicologico simile a quello di Thomas e Martha Wayne (Warren e Mary McGinnis), per poi sovrascrivere il materiale riproduttivo di Warren con quello di Bruce tramite dei nanobot iniettatigli durante quello che l'uomo credeva essere un vaccino anti-influenzale. Nove mesi dopo, Mary diede alla luce Terry: un bambino con metà corredo genetico suo e metà di Bruce Wayne. Tuttavia, per creare Batman, occorre anche una disgrazia, perciò Amanda Waller assunse Andrea Beaumont, alias il Fantasma (vecchia fiamma di Bruce ora cacciatrice di taglie), affinché costringesse Terry ad assistere all'omicidio dei suoi genitori per mano della donna. Andrea accettò, ma all'ultimo momento desistette e rinunciò, conscia che Bruce non l'avrebbe mai accettato. Col tempo anche la Waller si convinse e il progetto venne cancellato e i McGinnis lasciati in pace, almeno fino all'omicidio di Warren otto anni dopo per mano di Derek Powers, che portò Terry a diventare il nuovo Batman, il quale ormai si convince che il suo destino era già segnato.
L'anziana genetista, che crede che la morte del padre di Terry sia stata quasi un intervento divino, afferma però che Terry (altruista e coraggioso come il vecchio Batman, ma non altrettanto geniale) non è un clone di Bruce: bensì suo figlio, e che, in quanto tale, è perciò libero di decidere il suo destino. Prima di congedarsi da Terry, la donna gli consiglia quindi di non commettere gli stessi errori di Bruce e di prendersi cura delle persone che ama. Convinto dalle parole della donna, Terry decide di ascoltare: chiama la sua ragazza con l'intenzione di dirle la verità e proporsi al loro prossimo incontro e torna a Villa Wayne a prepararsi per la prossima missione della Lega, tacendo però sulla sua scoperta a Bruce.
L'episodio finale si conclude con una ricreazione della prima scena dell'episodio pilota di Batman e dell'intero DCAU, con due poliziotti che pattugliano la città in cielo che vedono la figura di un pipistrello passargli vicino, chiedendosi se si tratti di Batman.

## Personaggi e doppiatori
- Will Friedle è Terry McGinnis / Batman: divenuto il nuovo Batman poco più che adolescente, nel 2056 ha 31 anni, è fidanzato ancora con Dana Tan, sua vecchia ragazza dai tempi del liceo, ed è ormai da tempo il protettore di Gotham.[4] In italiano è doppiato da Alberto Sette.
- Kevin Conroy è Bruce Wayne / Batman: il primo Cavaliere Oscuro, una volta lasciati i panni di Batman, è il mentore del ragazzo che ha preso il suo posto, Terry McGinnis. Anche se la storia è ambientata nel 2056 quando Bruce ha più di novantanni, ci sono alcuni flashback di quando indossava ancora i panni di Batman e collaborava con la Justice League.[5] In italiano è doppiato da Marco Balzarotti.
- CCH Pounder è Amanda Waller: ex capo del progetto Cadmus, nel 2056 si è ormai ritirata ed è molto malata. Nel corso della puntata sono presenti alcuni flashback nei quali compare insieme alla Justice League.[6] In italiano è doppiata da Caterina Rochira.
- Lauren Tom è Dana Tan: è la ragazza di Terry McGinnis anche nel 2056, con il quale ha una relazione dai tempi del liceo.[7] In italiano è doppiata da Renata Bertolas.
- Hynden Walch è Ace: è un membro della Banda della Scala Reale, dotata di poteri psichici in grado di far impazzire la gente con il solo sguardo e di creare illusioni. Personaggio precedentemente apparso nell'episodio inedito in Italia Wild Cards, compare in un flashback in una storia raccontata da un'anziana Amanda Waller.[8]
- Hynden Walch presta anche la voce ad Aquagirl / Mareena Curry, membro della Justice League del futuro e figlia di Aquaman che compare in un futuro ipotizzato da Terry[9], sostituendosi a Jodi Benson (voce del personaggio in Batman of The Future).
- Marc Worden è Rex Stewart / Warhawk: è un membro della Justice League del futuro e figlio di John Stewart / Lanterna Verde e Shayera Hol / Alata. Compare in un futuro ipotizzato da Terry.[10]
- Lauren Tom è Kai-Ro / Lanterna Verde: è un membro della Justice League. Compare in un futuro ipotizzato da Terry.[11]
- Marc Worden è Parassita: è un nemico della Justice League e membro del Iniquity Collective. Compare solo nel futuro immaginato da Terry, durante il quale si scontra con la JLA, venendo sconfitto da Warhawk.[12] Ha un aspetto più grottesco rispetto alla versione vista in Superman.
- Lauren Tom è Kimiyo Hoshi / Dr. Light: è un membro della Justice League. Compare unicamente nel flashback raccontato da Amanda Waller.
- CCH Ponder è la Regina[8], membro della Banda della Scala Reale creata da Ace, a cui la ragazza ha alterato l'aspetto portandola ad assomigliare alla Regina di Cuori del film Disney Alice nel paese delle Meraviglie.
- Hynden Walch è Dieci[8]

Kevin Conroy (doppiatore storico di Batman nel DC Animated Universe) doppia anche per una sola battuta un agente della pattuglia aerea al termine dell'episodio.
Nell'episodio appaiono numerosi camei di personaggi che non sono stati doppiati: nel futuro immaginato da Terry compaiono China, Shriek e Stalker (antagonisti della serie Batman of the Future), mentre in alcuni flashback appaiono i membri della Justice League Alata, Red Tornado e Stargirl, Ace (membro della Banda della Scala Reale), Warren e Mary McGinnis (genitori di Terry in Batman of the Future) e Andrea Beaumont/il Fantasma (antagonista del film Batman: La maschera del Fantasma).

## Produzione

### Concezione e sviluppo
(Dwayne McDuffie)
L'animatore e fumettista Bruce Timm, co-sceneggiatore dell'episodio e già creatore di molte serie del DC Animated Universe insieme a Paul Dini, ebbe l'idea di realizzare Epilogo durante la pianificazione della chiusura della seconda stagione di Justice League Unlimited. Timm espose la sua idea ai co-produttori e si accordarono sul fatto che sarebbe stato un episodio singolo.
Originariamente pensato come finale della serie (nonché dell'intero DC Animated Universe) prima che Cartoon Network ordinasse la terza stagione di JLU, l'episodio riprende alcuni elementi originariamente pensati per trama del secondo film di Batman of the Future (mai realizzato a causa delle controversie legate a Batman of the Future: Il ritorno del Joker), quali la rivelazione di Bruce come padre biologico di Terry. Secondo una prima sceneggiatura della pellicola sarebbe stata Selina Kyle (e non Amanda Waller) a decidere di clonare Batman, realizzando così diversi cloni di Bruce Wayne, a cui avrebbe poi ucciso i genitori, una volta raggiunta la giusta età, fallendo però nel trasformali in "vigilanti maniaco-depressivi", di conseguenza solo Terry e un giovane pupillo di Selina avrebbero intrapreso la lotta al crimine. La relazione fra l'ex-Catwoman e il suo figlio adottivo avrebbe avuto un aspetto inquietante: con l'anziana che cercava di convincere il suo protetto a divenire un vendicatore spietato.
I creatori hanno preso come punto di riferimento Sonni agitati (finale della quarta stagione di Buffy l'ammazzavampiri) mentre la struttura a flashback trae ispirazione dall'episodio di Tim Minear Senza ossigeno della serie Firefly e dall'episodio Le due cattedrali di West Wing - Tutti gli uomini del Presidente. Una grande influenza sull'episodio viene dal film I ragazzi venuti dal Brasile del 1978 in cui Josef Mengele uccide i genitori dei cloni di Hitler, credendo che se i giovani perderanno la loro famiglia nello stesso modo del Führer diventeranno come lui (simile al piano escogitato inizialmente dalla Waller per spingere Terry a diventare Batman). L'episodio è considerato uno dei migliori episodi del DCAU, per il modo in cui esplora le motivazioni e le personalità dei due Batman, oltre ad essere quello cronologicamente più avanti nel tempo, fungendo così da finale dell'intero universo animato.
Anche se è non è specificato nell'episodio, il produttore e scrittore Dwayne McDuffie ha confermato che le scene in bianco e nero non sono flashback, bensì i pensieri di Terry riguardo a ciò che potrebbe succedere se smettesse di essere di Batman. Ha poi aggiunto che Bruce era a conoscenza della Waller e sospettasse che Terry e suo fratello minore Matt potessero figli suoi, ma non aveva detto niente per rispetto alla memoria del loro padre putativo.
Durante un'intervista Bruce Timm dichiarò come secondo lui Bruce (ora ritriartosi definitivamente dalla lotta al crimine)sia il padre biologico di Matt McGinnis, in quanto fu proprio la somiglianza fra i due fratelli a far nascere l'idea del clone all'interno dello staff di Batman of The Future. Secondo Timm "Era buffo come Matt fosse un duplicato quasi perfetto di Terry persino nei capelli. Fu proprio quella capigliatura a farci esclamare: -Ehi! Ma Terry e Matt sono bruni, mentre loro padre è castano e la mamma è una rossa!". Rispetto alla vicenda di Dana e Terry, lo stesso Timm ha dichiarato che "Decidendo di sposare [Dana Tan], Terry cambia il paradigma di Batman alla fine dell'episodio. Questa è una cosa che abbiamo aggiunto durante la scrittura dell'episodio. Onestamente, non so come avremmo concluso la storia fra Dana e Terry se fossimo rimasti a lavorare su Batman of The Future".

### Design
L'animazione è curata dalla Dong Woo Animation Co., LTD., studio di animazione coreano, il quale ha contribuito alla realizzazione di diversi episodi di Static Shock, The Zeta Project, Justice League e Justice League Unlimited.
L'episodio presenta la medesima veste grafica della serie Justice League Unlimited, quindi vi sono delle differenze rispetto ai precedenti prodotti del DCAU: Bruce Wayne / Batman nei flashback indossa un costume diverso rispetto a quelli della prima serie e di Batman - Cavaliere della notte, mentre Alata (a seguito degli eventi del finale della seconda stagione di Justice League) non indossa la maschera o e abiti Thanagariani, bensì una tuta gialla e nera. Anche il costume de il Fantasma risulta essere più tecnologico rispetto a quello visto in Batman: La maschera del Fantasma, mentre quello futuristico da Batman di Terry McGinnis presenta invece una cintura portaoggetti, che lo rende più simile a quando veniva indossato da rispetto Bruce nella prima scena di Batman of The Future.
Essendo Justice League Unlimited la prima serie del DCAU ad utilizzare (nonostante l'opposizione del produttore Bruce Timm) la grafica computerizzata (perlopiù nella realizzazione dei veicoli), Epilogo presenta due scene realizzate completamente in CGI: quella dissoluzione del mondo creato da Ace e quella in cui viene iniettato il DNA di Bruce a Warren McGinnis.

### Colonna sonora
La colonna sonora è stata realizzata dallo stesso team creativo della serie: Lolita Ritmanis si è occupata della sigla di apertura mentre Michael McCuistion del commento musicale. Oltre ai temi musicali già presenti nella serie JLU, ne sono stati utilizzati di diversi già presenti in Batman e Batman of the Future, leggermente modificati. Nell'ultima scena dell'episodio, quando Batman vola tra i grattacieli di Neo-Gotham, è stato utilizzato lo stesso tema musicale della serie Batman.

## Distribuzione
(Slogan promozionale di Cartoon Network su Epilogo)
Il 13º ed ultimo episodio della seconda stagione (il 26° in ordine di produzione), è andato in onda per la prima volta negli Stati Uniti il 23 luglio 2005 su Cartoon Network.

### Edizione italiana
Il doppiaggio italiano è stato eseguito da Merak Film, con i dialoghi di Guido Rutta. A differenza della serie animata Batman of the Future e del film Batman of the Future: Il ritorno del Joker, nella versione italiana i doppiatori di Terry McGinnis, Bruce Wayne e Dana Tan non sono gli stessi (Nicola Bartolini Carrassi per il primo e Mario Zucca per il secondo e Patrizia Mottola per l'ultima). Sono stati confermati come doppiatori Alberto Sette e Marco Balzarotti (storico doppiatore di Batman nel DC Animated Universe) rispettivamente per Terry e per Bruce, ai quali avevano già dato la voce nell'ultimo episodio della prima stagione di Justice League Unlimited (Ritorno al futuro). A doppiare Dana Tan invece è Renata Bertolas.

### Edizioni home video

#### DVD e Blu-ray
La prima volta in cui Epilogo è stato pubblicato per il mercato home video è stato il 24 ottobre 2006 negli Stati Uniti, nel quarto disco dell'edizione in DVD chiamata Justice League Unlimited - Season One (inedita in Italia). Il 20 marzo 2007 è uscito negli Stati Uniti il DVD della seconda stagione di Justice League Unlimited, contenente tutti e tredici gli episodi della seconda stagione tra cui Epilogo.
Nel 2013 è stato inserito nel secondo disco del cofanetto Best of Warner Bros. 25 Cartoon Collection: DC Comics, edizione in DVD, il quale racchiude diversi episodi tratte da serie animate della Warner Bros.
Il 10 novembre 2015 Epilogo è stato inserito nel cofanetto in tre dischi da 39 episodi della serie completa uscita in Blu-ray Disc.

## Accoglienza
L'episodio ha avuto critiche generalmente positive: gli utenti del sito TV.com hanno dato un punteggio di 9.2 su 10 all'episodio, mentre Internet Movie Database ha assegnato un voto medio di 9.3, rendendo Epilogo il terzo episodio di Justice League Unlimited più votato sul sito. Su TVShow Time è stato assegnato un voto di 8.8 su 10.
Secondo Entertainment Weekly, Epilogo è "un episodio centrato su Batman che onora l'eredità del personaggio". Lo stesso sito ha detto che la scena incentrata su Asso, il suo dialogo con Batman e la sua morte ha fatto piangere Kevin Smith, regista e fan del Cavaliere Oscuro. Il sito CBR ha inserito l'episodio al 5º posto tra i 15 momenti più tristi dalla serie animata Batman, specificando che "sebbene tecnicamente non sia un episodio di Batman: TAS, l'episodio Epilogo di Justice League Unlimited si svolge nella timeline di Batman of the Future ed è senza dubbio il più grande momento di Batman in tutte le animazioni.
Il sito Gizmodo ha inserito Epilogo al primo posto nella classifica dei dieci migliori episodi di Justice League Unlimited. Secondo l'autore di questa classifica James Whitbrook, "mentre Distruttore era un saluto per la serie in generale, il secondo finale di stagione sembrava la conclusione perfetta per questa incarnazione animata di Batman. Legando punti trama di Justice League, Unlimited e persino di Batman of the Future, questo è un tributo amorevole a oltre un decennio di storie animate di Batman, e un ricordo perfetto che la tragedia che ha formato il destino di Batman non ha solo creato un combattente indurito, ma un eroe profondamente compassionevole". Den of Geek ha lodato quest'episodio dicendo che "Batman ha iniziato questo universo animato e questo finale è una lettera d'amore per lui. È una celebrazione della compassione che vive sotto l'oscuro cipiglio e consegna all'ex cavaliere oscuro la sua tanto meritata ricompensa. La sua eredità non solo vivrà sotto un uomo che vuole costruire su ciò che rende Batman così grande, ma Bruce presumibilmente morirà per la vecchiaia in un mondo in cui è amato".

## Collegamenti con il DC Animated Universe
- Ace fa ritorno dall'episodio "Wild Cards" della seconda stagione di Justice League.
- Durante la mentale discussione nella Batcaverna, Bruce dice che la tecnologia del Cadmus è illegale da decenni, Terry McGinnis risponde che "ciò non ha impedito al Joker di usarla su Tim Drake", riferendosi agli eventi del film Batman of the Future: Il ritorno del Joker[18].
- Terry parla di Mr. Freeze e menziona anche l'Apocalisse del 2009 dove fermò Ra's al Ghul (evento citato nell'episodio di Batman of the Future "Vivere nel passato").
- Il progetto Batman of the Future aperto di Amanda Waller (Project Batman Beyond in inglese) segna il primo e l'unico momento in cui tale termine viene utilizzato nel DC Animated Universe.
- Il film che il giovane Terry è andato a vedere con la famiglia è The Grey Ghost Strikes, nel quale il protagonista è il Fantasma Grigio, eroe d'infanzia di Bruce Wayne[29] e alleato del primo Batman nell'episodio "Attenti al Fantasma Grigio", il cui personaggio fu ironicamente doppiato da Adam West.
- Il Fantasma, altro personaggio originale del DCAU, fa il suo ritorno come cacciatrice di taglie dopo la sua apparizione nel primo film della serie: Batman: La maschera del Fantasma.
- L'ultima scena di questo episodio, che vede Batman volare tra le nuvole vicino ad un aereo della polizia, è un rifacimento della primissima scena del DCAU, dall'episodio pilota di Batman: al posto di Man-Bat che dalle nuvole scende a terra spaventando due poliziotti su un dirigibile, ora è Batman a ripetere lo stesso percorso al contrario, causando la medesima reazione (con tanto della stessa esclamazione da parte di uno di essi) a due poliziotti su un'aeronave di pattuglia[13][14].

## Citazioni e riferimenti
- La nuova uniforme di Kai-Ro ricorda il costume di John Stewart e Katma Tui quando le Lanterne Verdi iniziarono a personalizzare i loro costumi dopo la Crisi sulle Terre infinite.
- Il giovane aspetto di Warren McGinnis ricorda vagamente James Gordon di David Mazzucchelli in Batman: Anno uno.
- Il re della Banda della Scala Reale assomiglia a MODOK, un personaggio della Marvel Comics.